# Chiesa di San Francesco (Udine)
La chiesa di San Francesco è uno degli edifici religiosi più antichi di Udine, ora sconsacrato ed utilizzato per esposizioni temporanee. Con l'annesso convento, ora occupato dal Tribunale, la chiesa fu la sede principale dei frati minori in città ed in tutto il Friuli.

## Storia

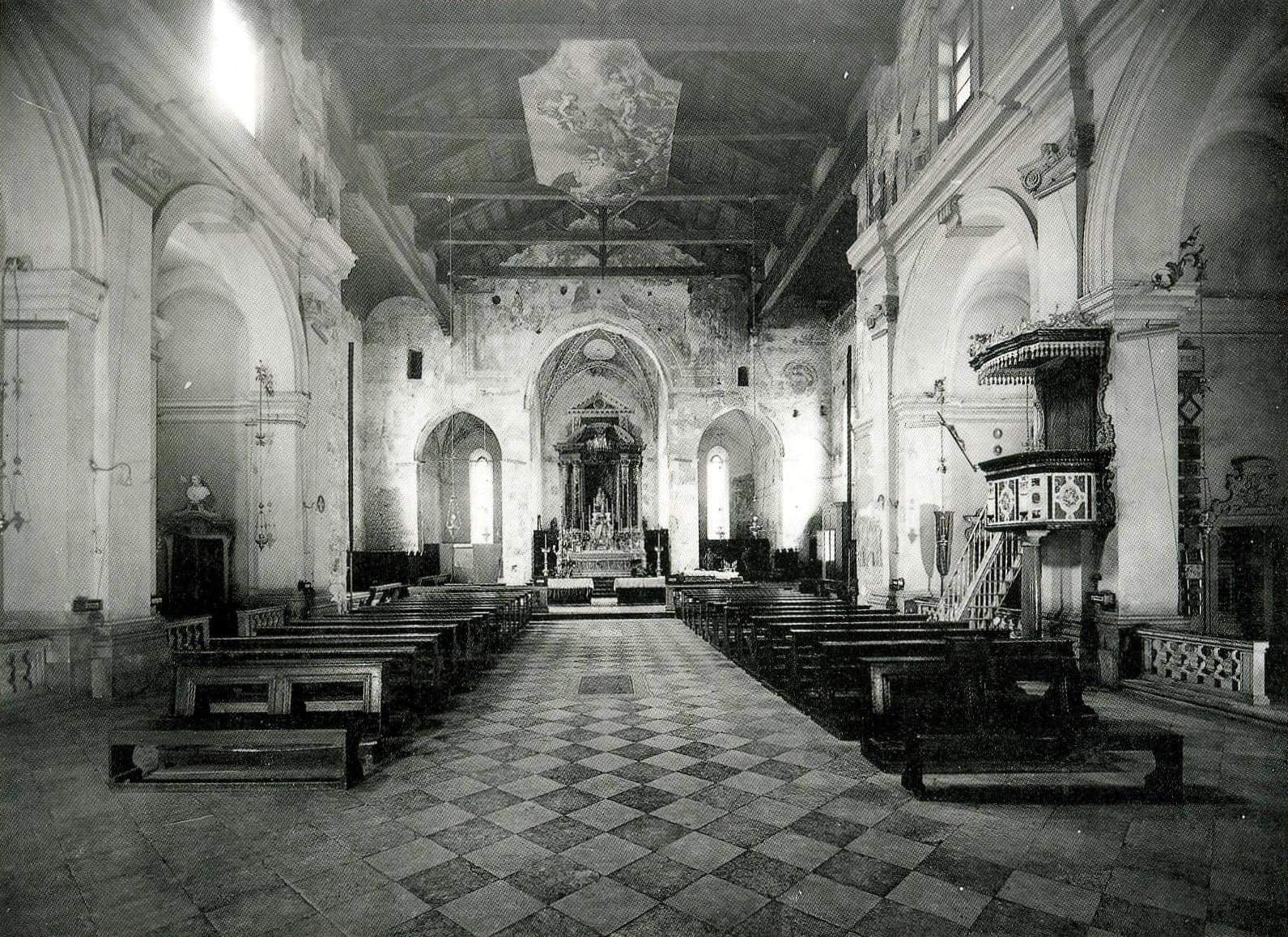
L'interno prima dei bombardamenti

La penetrazione del francescanesimo nelle terre del patriarcato di Aquileia avvenne con un certo ritardo rispetto ad altre parti del nord Italia, anche se poi i patriarchi dimostrarono, con generose donazioni, di apprezzare la presenza di frati sia minori che predicatori. È documentata nel 1259 la presenza del primo convento francescano in città e risale alla prima domenica di luglio 1266 la consacrazione della chiesa di San Francesco, celebrata dal vescovo di Concordia e vicedomino patriarcale Alberto da Colle.
All'inizio del XIV secolo nel convento si formò frate Odorico da Pordenone, e vi morì in odore di santità il 14 gennaio 1331, dopo aver compiuto il suo viaggio in Cina e dopo aver dettato la sua famosa Relazione. Il corpo del frate fu posto in una arca, fatta realizzare da maestro Filippo De Sanctis, collocata nella cappella di San Ludovico di Tolosa. Il patriarca Pagano della Torre procedette alla "elevazione delle reliquie" del beato Odorico nel maggio 1332. La chiesa divenne a quel punto luogo di pellegrinaggi da ogni luogo dello stato patriarcale.
Nel 1347 vi fu sepolto Guido de Guisis, vescovo di Concordia e stretto collaboratore del patriarca Bertrando di San Genesio.
Nel corso del Quattrocento la cappella di san Ludovico di Tolosa fu ristrutturata e fu dedicata al beato Odorico.
In vista di una formale riconoscimento della santità del beato Odorico, si ristrutturò la chiesa in stile rococò e si decise di erigere una nuova cappella per il beato. La traslazione del corpo avvenne il 27 febbraio 1735 e la messa fu celebrata dal cardinale Daniele Dolfin, alla presenza delle autorità, del clero e di una straordinaria folla di popolo.
Nel 1769 il Senato veneziano soppresse i cosiddetti "conventini", quelli cioè abitati da meno di dieci religiosi. Ad Udine toccò ai carmelitani e alla chiesa del Carmine. Il governo cittadino acquisì il convento con l'intenzione di adibirlo ad ospedale, ma ben presto si accorsero che il fabbricato era troppo piccolo per tale funzione. Si avviarono, perciò, trattative con i frati minori conventuali di San Francesco per proporre una permuta: i frati francescani si sarebbero trasferiti al Carmine, mentre il vecchio convento di San Francesco sarebbe diventato ospedale. La permuta fu ratificata con decreto del Senato il 29 dicembre 1770. I frati francescani portarono con loro le reliquie della vecchia chiesa, in particolare l'arca del beato Odorico da Pordenone. Questa, privata della parte anteriore, fu trasformata in altare, mentre la lastra con la raffigurazione di Odorico giacente fu staccata e sistemata sopra l'altare come se fosse una pala.
Come detto, il monastero fu utilizzato come ospedale cittadino fino agli anni venti del XX secolo, mentre la chiesa fu impiegata come deposito.
La chiesa è stata pesantemente danneggiata dai bombardamenti della seconda guerra mondiale, poi restaurata. A partire dagli ultimi decenni è usata per mostre temporanee, soprattutto di artisti locali.
Il monastero, invece, fu usato prima come Museo di storia e, dopo un lungo e pesante restauro, è diventato il Tribunale della città di Udine.

## Facciata
La chiesa è una semplice costruzione romanica, come previsto dalle rigide regole francescane; facciata a capanna, unica navata con copertura a capriate lignee, tre cappelle absidiali, con quella centrale più grande contenente l'altare maggiore. Fu costruita durante il XIII secolo e fu consacrata nel 1266 e successivamente modificata nel corso del XVIII secolo.

## Interno

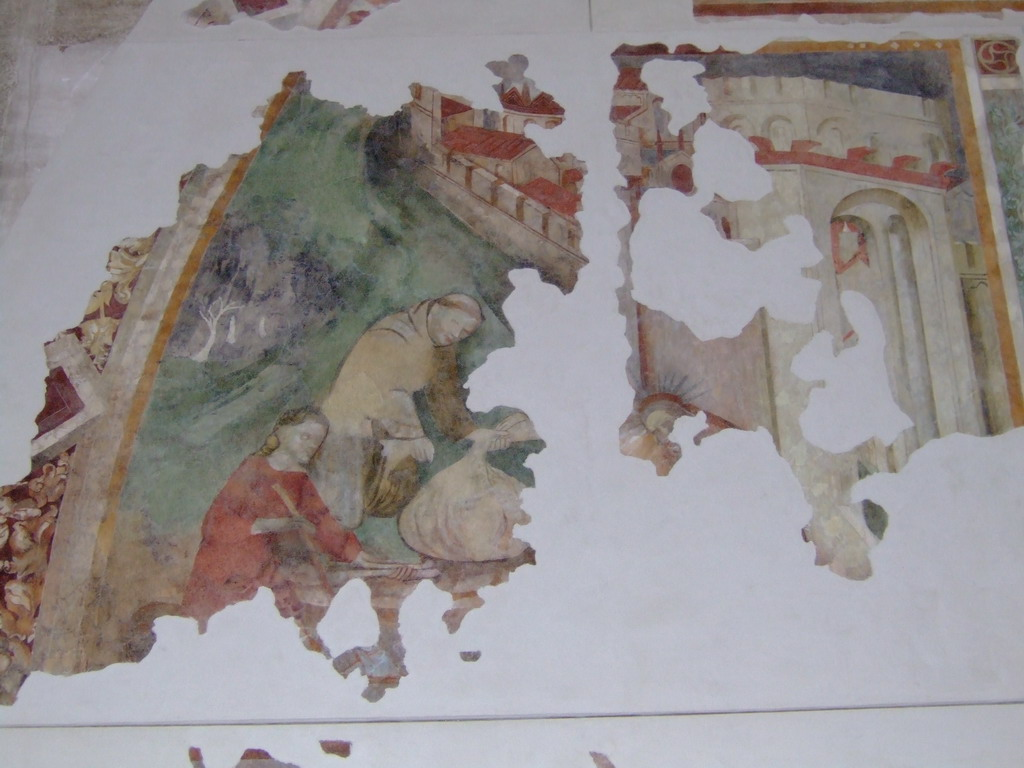
Il Beato Odorico (di cui si intravede solo una parte della testa) con il compagno ed un famiglio dissotterra le ossa dei martiri a Thane - Affresco.

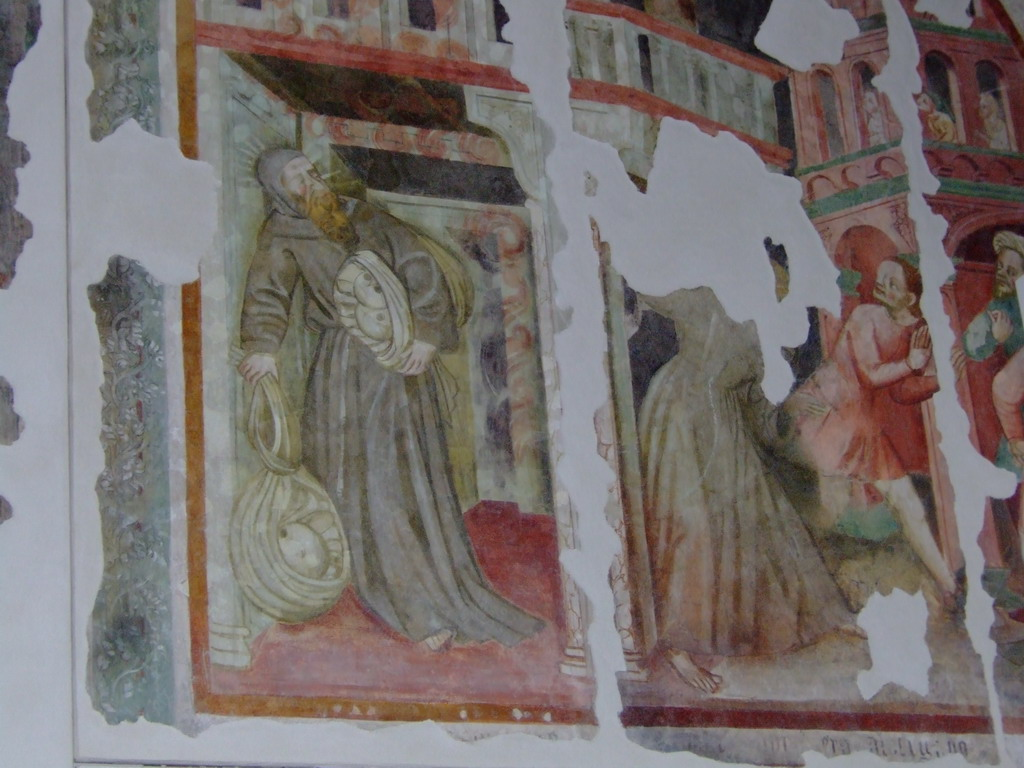
Il Beato Odorico salva le ossa dei martiri durante un incendio - Affresco.

L'interno è a croce latina, a navata unica ed è stato totalmente ristrutturato nel corso del Settecento, ma alla fine della seconda guerra mondiale si è cercato di riportarlo alla sua struttura originaria.
Gli affreschi conservati all'interno, anche se in maggior parte non in buon stato di conservazione, testimoniano influssi giotteschi, probabilmente derivati da artisti che lavorarono prima nella cappella degli Scrovegni e poi anche nell'abbazia di Santa Maria in Silvis di Sesto al Reghena. Sull'arco che immette al presbiterio si può vedere una Annunciazione che è stata riferita ad un seguace di Pietro da Rimini.
Nella parte destra dell'abside è presente un affresco con un grande Lignum vitae, riconducibile, malgrado la superficiabilissima patina di toscanismo, ad un pittore attivo a Venezia nel secondo quarto del Trecento.
Lungo le pareti interne vi sono affreschi del XIV e del XV secolo di artisti di scuola umbro-toscana ed emiliana.
Fino alla fine del Settecento si poteva trovare la cappella del Beato Odorico da Pordenone con l'arca che ne conservava le spoglie. Ora vicino all'ingresso, sulla parete di sinistra si possono notare affreschi con le Storie del Beato Odorico, che risalgono al 1440. Sono stati staccati e successivamente collocati in questa posizione.

## Monastero

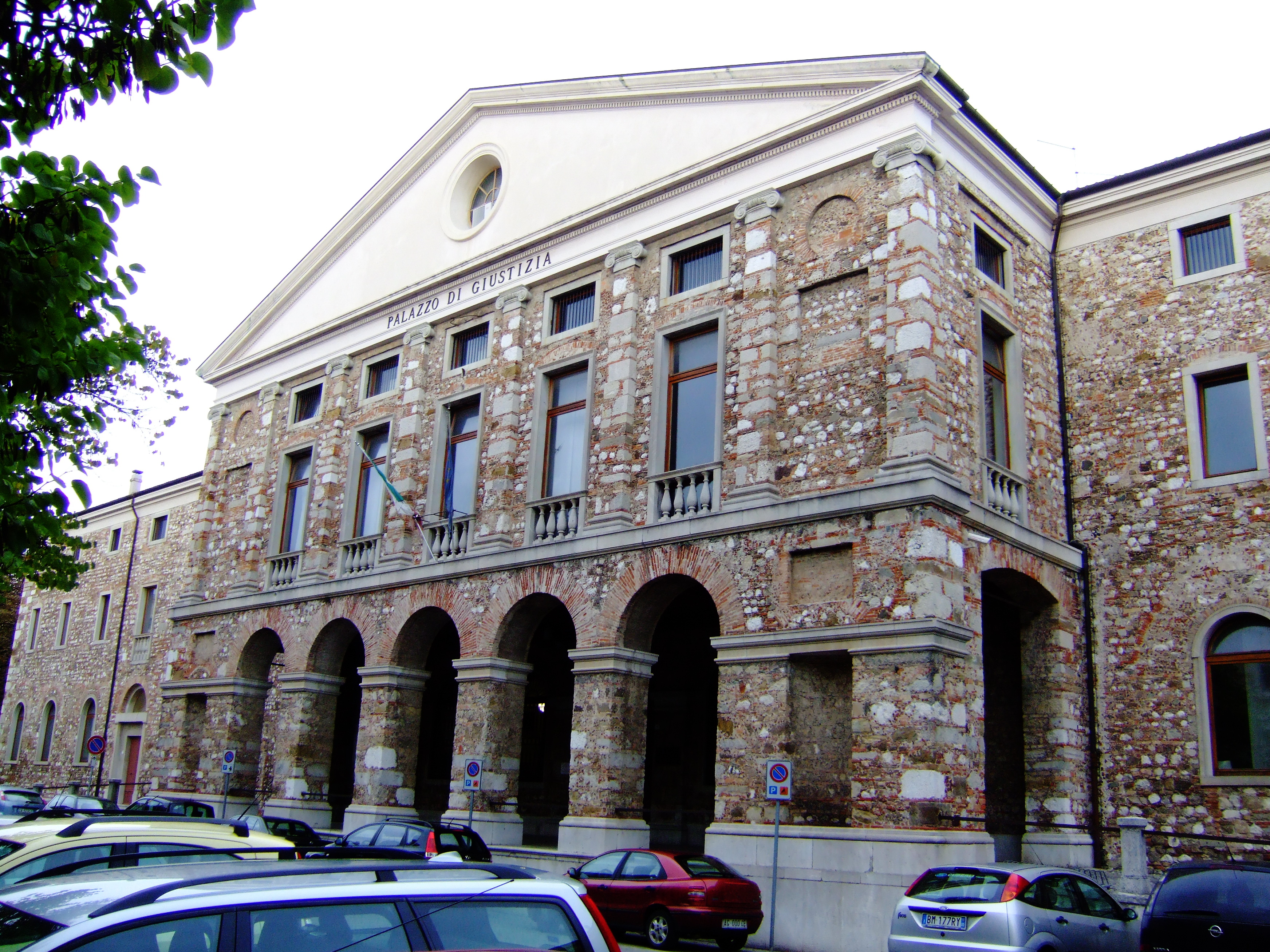
L'antico monastero di San Francesco, ora occupato dal Tribunale.

È stato prima ospedale della città, poi sede del museo di scienze naturali ed infine ora è sede del tribunale.